# AVGP Cougar
 (janvier 2017).
Si vous disposez d'ouvrages ou d'articles de référence ou si vous connaissez des sites web de qualité traitant du thème abordé ici, merci de compléter l'article en donnant les références utiles à sa vérifiabilité et en les liant à la section « Notes et références ».
L'AVGP (de l'acronyme anglais Armoured Vehicle General Purpose, en français VBP, véhicule blindé polyvalent), d'usage général, est une série de trois véhicules de combat blindés commandés par l'armée canadienne en 1977. Les véhicules : Grizzly, Cougar et Husky, étaient basés sur la version à six roues du MOWAG suisse Piranha I.

## Histoire

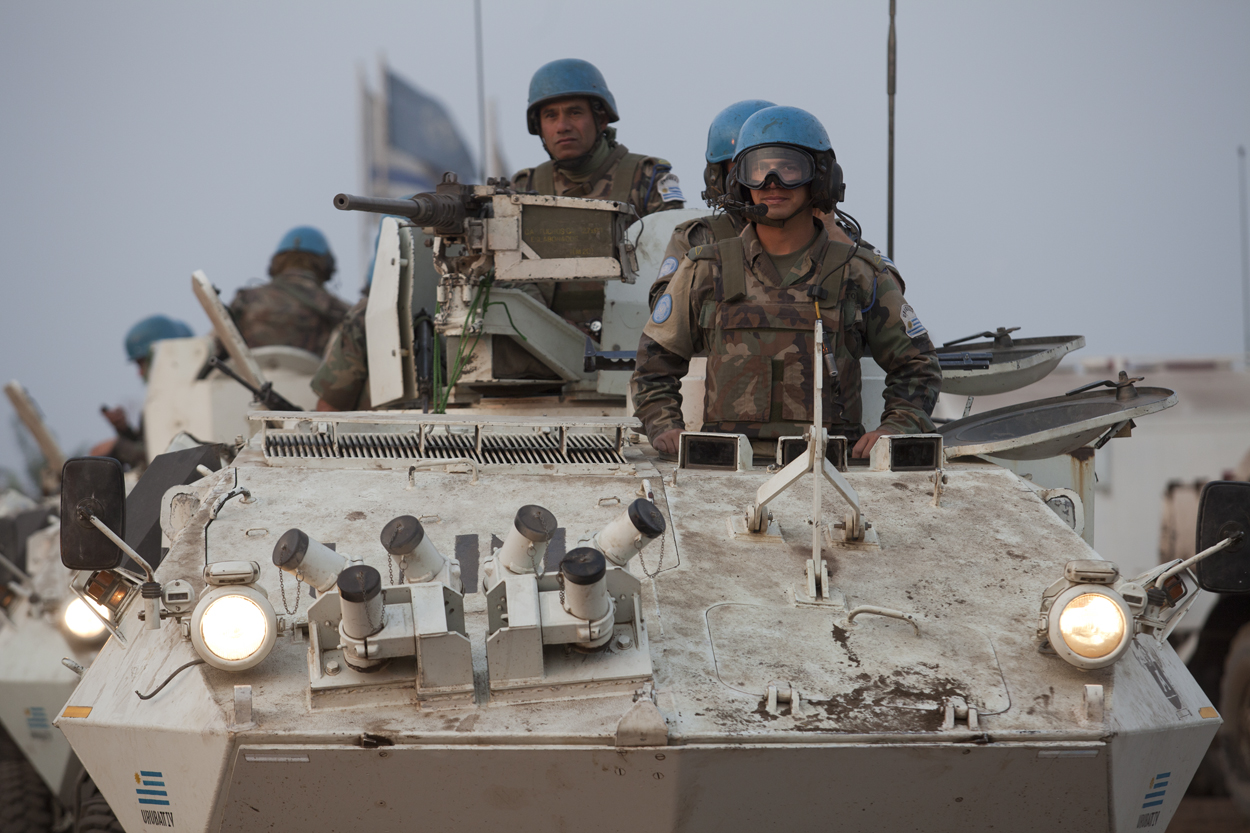
AVGP Cougar, modifié par le retrait de la tourelle, utilisé par l'Uruguay en république démocratique du Congo, au sein de la MONUSCO.

L'Armée canadienne a mis à la retraite toutes les variantes AVGP à partir de 2005. Cependant, un certain nombre de véhicules à la retraite ont été transférés à d'autres militaires et forces de police, où ils continuent de servir.
L'AVGP avait des hélices et des vannes pour l'usage amphibie, comme le bison à huit roues, qui était le successeur immédiat de la famille de véhicules. Des modifications récentes ont retiré le système d'entraînement marin, car il était rarement utilisé et l'entretien coûtait cher. Le LAV III de l'Armée canadienne, le LAV-25 du Corps des Marines des États-Unis et le Stryker de l'US Army sont d'autres variantes de la famille Piranha et ont évolué directement à partir des dessins et modèles canadiens.
La Mission de l'Union africaine au Soudan puis la Mission conjointe des Nations unies et de l'Union africaine au Darfour ont disposé de 100 Cougar et 5 Husky prêtés par le Canada entre 2005 et 2009, certains ont été perdus en mission. En 2009, l'Uruguay a racheté les 98 Grizzlys et 5 Huskys restant. L'Uruguay avait déjà acheté 44 Cougar en 2008, avec la tourelle enlevée.

## Variantes

### Cougar
Equipé d'une tourelle de FV101 Scorpion armée d'un canon basse pression de 76 mm.